# Pietro Zlojutrić
Pietro Zlojutrić, detto anche Pietro Salinate, ovvero da Saline (Tuzla, 1565 – Gradovrh, 4 aprile 1624), è stato un vescovo cattolico bosniaco.

## Biografia
Di origine bosniaca, abbracciò la vita religiosa tra i frati minori osservanti.
Papa Clemente VIII nel 1595 lo nominò visitatore apostolico e lo inviò in Bulgaria a capo di un gruppo di missionari francescani.
Nel 1601 fu eretta la diocesi di Sofia ed egli fu scelto come primo vescovo.
Durante il suo episcopato, riorganizzò i pochi cattolici che aveva trovato in Bulgaria, eresse numerose parrocchie e convertì al cattolicesimo migliaia di pauliciani.
Chiamò dalla Bosnia altri francescani, per i quali fece costruire alcuni conventi che, nel 1624, andarono a costituire la custodia francescana di Bulgaria.